# سال نوری
سال نوری (به انگلیسی: Light-year) یکی از یکاهایی (به انگلیسی: Units of measurement) است که به مخفف به‌صورت «ly» نشان می‌دهند و برای سنجش طول یا درازا است که بیشتر در محاسبات مربوط به کیهان‌شناسی و نجوم به‌کار می‌رود. سال نوری طبق تعریف برابر است با مسافتی که نور در خلاء در مدت یک سال طی می‌کند و تقریباً برابر است با ۹ پتامتر (9Pm).(9.460.528.400.000 km). در این تعریف، دو عاملِ سرعت نور در خلاء و مدت زمانِ یک سال دخالت دارند. در حال حاضر، مدت زمان دقیق سال که باید برای محاسبهٔ مقدار سال نوری استفاده شود، به‌صورت بین‌المللی تعریف نشده‌است و تنها توصیه‌نامه‌ای مبتنی بر استفاده از سال رومی (یولیانی) توسط اتحادیه بین‌المللی اخترشناسی ارائه شده‌است.
بر مبنای این توصیه‌نامه، یک سال برابر است با ۳۶۵٫۲۵ روز که هر روز معادل ۸۶٬۴۰۰ ثانیه می‌باشد، که با احتساب تعریف سرعت نور به مقدار ۲۹۹٬۷۹۲٬۴۵۸ متر بر ثانیه، مقدار مسافت سال نوری معادل ۹٬۴۶۰٬۷۳۰٬۴۷۲٬۵۸۰٬۸۰۰ متر خواهد بود.
به دلیل استاندارد نبودن تعریف سال، در کارهای دقیق و تخصصی نجومی، کمتر از این واحد استفاده می‌شود و واحد پارسک ترجیح داده می‌شود. در کاربردهای عمومی، سال نوری بیشتر به‌کار می‌رود که گاهی با فرض هر سال معادل ۳۶۵ روز و سرعت نور معادل ۳۰۰٬۰۰۰ کیلومتر بر ثانیه، مقدار سال نوری را تقریباً برابر با ۱۰۱۵ × ۹٫۴۶۱ متر می‌گیرند که البته پذیرفته نیست.
در ۹ ژانویه ۲۰۱۳ دورترین ابرنواختر شناخته شده، توسط تلسکوپ هابل کشف شد. فاصله این ابرنواختر حدود ۱۰ میلیارد سال نوری است.

## ادراک بزرگی سال نوری

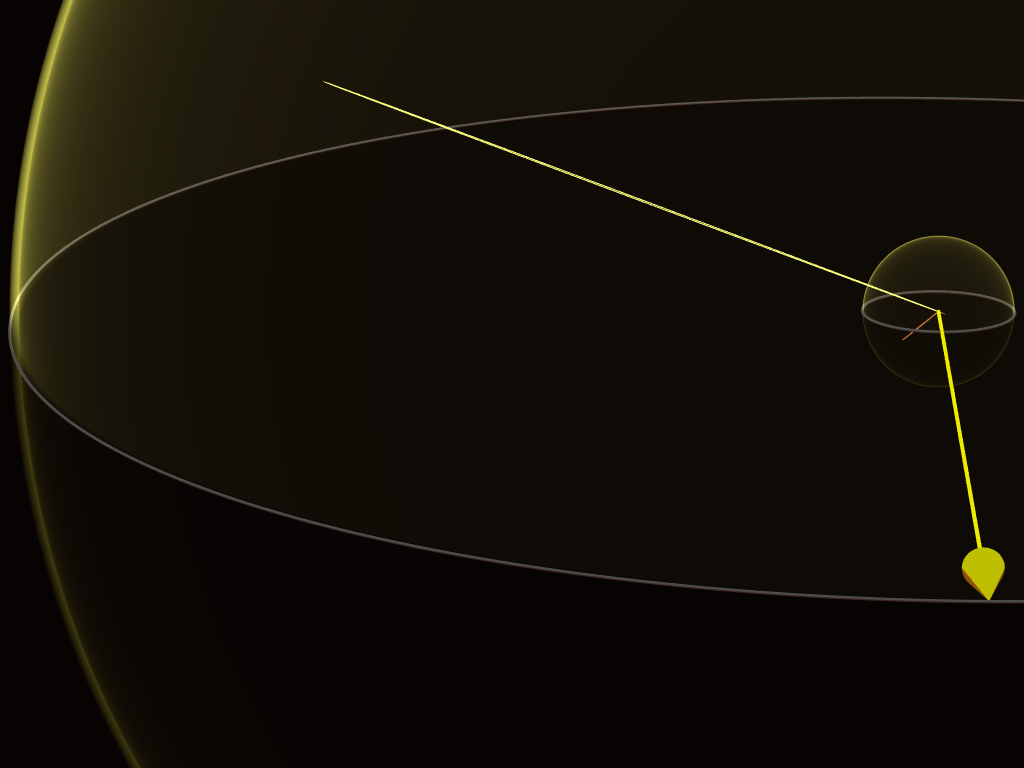
نسخه‌ای از یکای سال‌نوری بر حسب (ماه)

سال نوری چیزی حدود ۶۳ هزار واحد نجومی است به عبارت دیگر برابر ۹ بیلیارد کیلومتر در مقیاس بزرگ و ۹ تریلیون کیلومتر در مقیاس کوچک است که به صورت تقریبی و گردشده برابر است با «۹٬۰۰۰٬۰۰۰٬۰۰۰٬۰۰۰٬۰۰۰ متر»

## چند مثال
- هنگامی که گفته می‌شود ستاره x حدود ۵ میلیون سال نوری با زمین فاصله دارد، بدین معناست که ۵ میلیون سال نوری پیش از این ستاره نوری ساطع شده که پس از ۵ میلیون سال به زمین رسیده و ما تازه بعد از ۵ میلیون سال آن نور را دیده‌ایم و به وجود چنین ستاره‌ای پی می‌بریم. چه بسا که این ستاره هم‌اکنون از بین رفته باشد و ما ۵ میلیون سال بعد می‌فهمیم. البته طبق نسبیت خاص اینیشتین، این زمان بسیار طولانی، برای ما محسوس است، ولی برای خود نور چنین زمانی معنی ندارد و فاصله بسیار زیاد، در زمان صفر طی می‌شود.
- زمانی که منجمان روی خورشید انفجاری را می‌بینند، آن را در زمان واقعی رخدادش نمی‌بینند. نور این انفجار ۸ دقیقه در راه بوده‌است تا به زمین برسد.
- نزدیکترین ستاره به زمین پس از خورشید، پروکسیما قنطورس، تقریباً °۴ سال نوری با زمین فاصله دارد. منجمان نمی‌توانند آن را همان‌گونه که در زمان حال است ببینند. تنها ظاهر آن را به شکل ۴ سال پیش مشاهده می‌کنند.